# Olympia Snowe
Olympia Jean Bouchles Snowe, född 21 februari 1947 i Augusta, Maine, är en amerikansk republikansk politiker.  Hon var ledamot av USA:s representanthus 1979–1995 och ledamot av USA:s senat för delstaten Maine 1995–2013.
Hon är av grekisk härkomst och medlem i ortodoxa kyrkan. Hennes far var en invandrare från Sparta. Hennes mor dog när hon var åtta och fadern ett knappt år senare. Hon avlade 1969 sin grundexamen i statsvetenskap vid University of Maine. Under sin uppväxt var hon medlem av International Order of the Rainbow for Girls.
År 1989 gifte hon sig med Maines dåvarande guvernör Jock McKernan.